# Mathieu Neumann

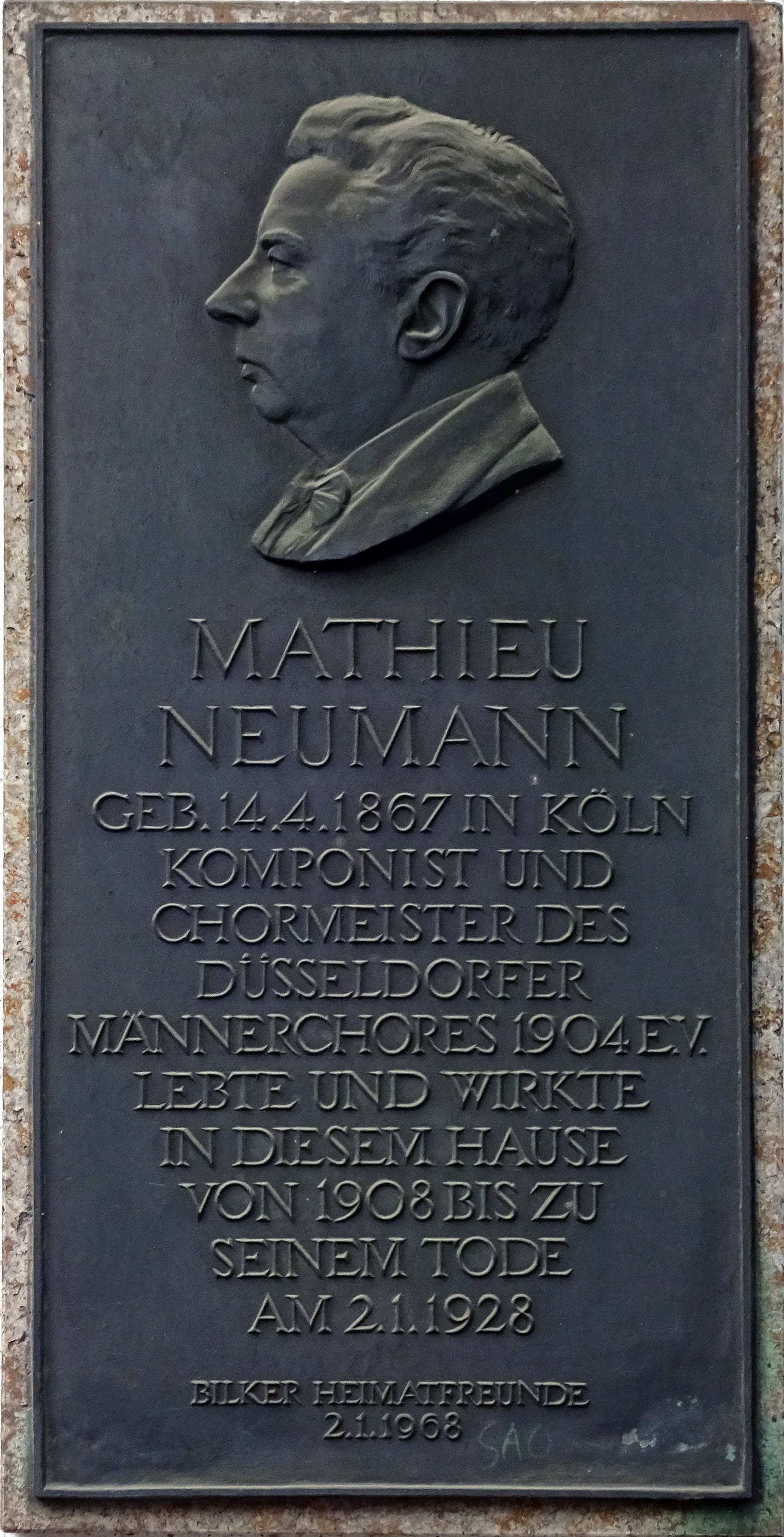
Gedenktafel für Mathieu Neumann in Düsseldorf

Mathieu Neumann (* 14. April 1867 in Köln; † 2. Januar 1928 in Düsseldorf) war ein deutscher Komponist, Organist, Dirigent und Chorleiter.

## Leben
Neumann erhielt eine musikalische Ausbildung in den Jahren 1885 bis 1890 am Kölner Konservatorium. 1888 zeichnete ihn die Mendelssohn-Staatsstiftung als Einundzwanzigjährigen mit dem Kompositionspreis aus. Als Organist und Vereinsdirigent wirkte er in Köln. 1904 wurde er Lehrer am Konservatorium in Düsseldorf. Zum Königlichen Musikdirektor ernannt, wirkte er dort auch als Dirigent und Komponist. Er war Chormeister des Düsseldorfer Männerchores 1904 e.V., ferner Dirigent des Barmer Sängerchors.
Neumann wurde bekannt durch Stücke für Männerchöre, so komponierte er unter anderem Totentanz, Der Feuerreiter und Sturmwachen. Auch eine Operette mit dem Titel Die verbotene Frucht stammt aus seiner Feder. In Bonn gebar seine Ehefrau Maria 1891 einen Sohn, den späteren Gynäkologen Hans Otto Neumann. 1920 gehörte er zu den Gründungsmitgliedern des Fachverbandes der Chorleiter.